# 思想好
思想好（Goodthink）是英国作家乔治·奥威尔的小说《一九八四》中的一个新语词汇，象征着符合党创建一系列的思想和理念。
依照新语的规则，该词（goodthink）既可以是名词，也可以作为动词。在名词状态下可以变形为形容词（goodthinkful），也可以变成副词（goodthinkwise）。过去式和过去分词都是goodthinked，动名词是goodthinking。另外，一个思想好的人也被称为goodthinker。
“思想好”的反义词为“犯罪思想”（crimethink），然而按照新语的规则，这个词应该为“非思想好”（ungoodthink）。